# Charles Pahud de Mortanges
Charles Pahud de Mortanges (n. 13 mai 1896, Haga, Olanda de Sud, Țările de Jos – d. 8 aprilie 1971, Leiden, Olanda de Sud, Țările de Jos) a fost un sportiv ce a reprezentat Regatul Țărilor de Jos, medaliat olimpic. A participat la 4 ediții ale Jocurilor Olimpice (1924, 1928, 1932, 1936) în care a câștigat 3 medalii de aur.